# Numismatico

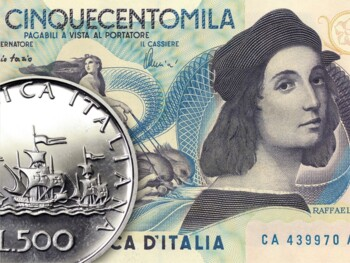
Una moneta da 500 e una banconota 500.000 lire.

Il numismatico è colui che si interessa di numismatica ed in modo specifico di monete, di cartamonete e di medaglie. La principale area di attività professionale dei numismatici è nei musei, dove ci si occupa delle grandi collezioni pubbliche, poi c'è l'università, dove si insegna numismatica.
Nell'attività commerciale che riguarda le monete i numismatici sono occupati come curatori dei cataloghi d'asta. Più in generale, il collezionista di monete, di cartamonete e di medaglie che lavora scientificamente può essere denominato numismatico.
L'organizzazione dei numismatici si svolge tramite le società di Numismatica, come la Royal Numismatic Society, fondata a Londra nel 1836, la Österreichische Numismatische Gesellschaft, fondata a Vienna nel 1870, la Società Numismatica Italiana fondata a Milano nel 1892 e la Deutsche Numismatische Gesellschaft, fondata nel 1951.

## Numismatici
- Edgar Holmes Adams (1868-1940)
- Vasudeva S. Agrawala (1904-1966)
- John Yonge Akerman (1806-1873)
- Günther Albrecht (1930-1974)
- Pier Vittorio Aldini (1773-1842)
- Andreas Alföldi (1895-1981)
- John Allan (1884-1955)
- Derek Fortrose Allen (1910-1975)
- F. M. Allotte de la Füye (1844-1939)
- Anant Sadashiv Altekar (1898-1959)
- Solone Ambrosoli (1851-1906)
- José V. Amoros Barra (1887-1970)
- William Sumner Appleton (1840-1903)
- Alfred Armand (1806-1888)
- Joseph Calasanza von Arneth (1791-1863)
- Michele Asolati
- Corrado Astengo (1899-1964)
- Simone Assemani (1752-1821)
- Emmanuel Joseph Attinelli (1832-1895)
- Hans Sylvius von Aulock (1895-1980)
- Francesco Maria Avellino (1778-1850)
- Ernest Babelon (1854-1924)
- Jean Babelon (1889-1978)
- Churchill Babington (1821-1889)
- Albert E. Bagnall (1877-1966)
- Anselmo Banduri (1671-1743)
- Emil Bahrfeldt (1850-1929)
- Max von Bahrfeldt (1856-1935)
- Julien Bailhache (?-1949)
- Albert Baldwin (1912-1967)
- Agnes Baldwin Brett (1876-1955)
- Paul Balog (1900-1982)
- José Policarpo Bantug (1884-1964)
- Anatole de Barthélemy (1825-1904)
- Jean-Jacques Barthélemy (1716-1795)
- Karl Wilhelm Becker (1772-1830)
- Gustav Behrens (1884-1955)
- Johann Peter Beierlein (1802-1878)
- Martin Luther Beistle (?-1935)
- Bauman Lowe Belden (1863-1931)
- Auguste de Belfort (1824-1907)
- Alfred Bellinger (1893-1978)
- Pio Beltran y Villagrasa (1889-1971)
- Erich Boehringer (1897-1971)
- Osmund Bopearachchi
- Bartolomeo Borghesi (1781-1860)
- Laura Breglia
- Guillaume Budé
- Erich B. Cahn
- Herbert A. Cahn
- Secondina Cesano
- Henry Cohen
- Leodegar Coraggioni
- Guido Crapanzano (1938-2023)
- Michael H. Crawford
- Cristina Crisafulli
- Wilhelm Deecke
- Théophile Marion Dumersan
- Joseph Eckhel
- Stephan Ladislaus Endlicher
- Giuseppe Fiorelli
- Peter Robert Franke
- Jean-Baptiste Frener
- Julius Friedländer
- Christian Martin Joachim Frähn
- Andreas Furtwängler
- Franco Gavello
- Luca Gianazza
- Walther Giesecke
- Ercole Gnecchi
- Francesco Gnecchi
- Claude Gros de Boze
- Karl Ludwig Grotefend
- Ernst Haeberlin
- Barclay Vincent Head
- Friedrich Imhoof-Blumer
- Hans-Jörg Kellner
- Niklot Klüßendorf
- Bernhard Karl von Koehne
- Konrad Kraft
- Ernst Lejeune
- Christian Leonhard Leucht
- Arnold Luschin
- Leo Mildenberg
- Theodor Mommsen
- Evgenij Pachomov
- Louis Robert
- Désiré-Raoul Rochette
- Eduard Rüppell
- Antonio Salinas
- Andrea Saccocci
- Vittorio Saraceno (XVIII sec.)
- Agostino Sbarra
- Camillo Serafini
- Adolf Soetbeer
- Attilio Stazio
- Theodor Struve
- Edward Allen Sydenham
- Augusto Carlos Teixeira de Aragão (1823-1903)
- Mario Traina (1930-2010)
- Lucia Travaini
- Gerardo Vendemia
- Enea Vico (1523-1567)
- Max Ritter von Wilmersdörffer
- Georg Zoëga